# Pierre Capart
Pour les articles homonymes, voir Capart.
Pierre Capart, né le 7 février 1900 à Ixelles (Bruxelles) et décédé le 16 septembre 1981 à Uccle (Bruxelles), est un prêtre jésuite belge. Aumônier de la Jeunesse ouvrière chrétienne durant la Seconde Guerre mondiale, il fait partie du réseau belge qui vient en aide à des enfants et des adolescents pour les soustraire à la tyrannie allemande.

## Éléments de biographie
Premier d'une fratrie de neuf enfants, Pierre est né le 7 février 1900 à Ixelles (Bruxelles), en Belgique. Il est le fils aîné du célèbre égyptologue Jean Capart, fondateur de l'égyptologie belge. 
Entré dans la Compagnie de Jésus le 23 septembre 1917 il est ordonné prêtre le 24 aout 1930, à la fin d'une longue formation spirituelle et académique. 
Aumônier de la Jeunesse ouvrière chrétienne lorsqu'éclate la Seconde Guerre mondiale le père Capart participe à la création de quatre homes pour adolescents (15-18 ans). Il héberge 58 enfants juifs la guerre durant. Pierre Capart sert également de « boîte aux lettres » pour les personnes rencontrant des difficultés ou pour permettre un contact entre les enfants cachés et leurs parents. Il rencontre à cet effet une fois par semaine Andrée Geulen du Comité de défense des Juifs.
Pierre Capart gère d'une poigne à la fois de fer et bienveillante les Maisons de Cures de la Jeunesse ouvrière chrétienne (JOC) pour enfants anémiés et débilités dans lesquelles de nombreux enfants juifs étaient cachés, ainsi que de jeunes réfractaires au STO (homes de Tourneppe, Schaltin, Leffe, Banneux). Et ce, en connivence avec le président de la JOC, Victor Michel, membre plus tard du comité national du 'réseau Socrate'.  
Victor Michel devient pour l’ensemble de la Wallonie, le responsable du transfert des fonds du 'réseau Socrate' pour l’aide aux réfractaires. C'est ainsi qu'il peut "détourner" certains fonds non distribués vers le home de Schaltin pour les réfractaires au STO et les enfants et adolescents juifs qui y séjournent clandestinement. De 1943 à 1944, le père Capart dispose en fait d'une aide financière providentielle dont seuls Victor Michel et le chanoine Joseph Cardijn, fondateur et aumônier général de la JOC, connaissent la provenance.

## Reconnaissance publique
En 1971, le père Pierre Capart est reconnu Juste parmi les nations par l'Institut Yad Vashem.